# Schlumbergera russelliana
A Schlumbergera russelliana faj a közismert karácsonyi kaktusz rokona, de attól eltérően kultúrában nagyon nehezen, többnyire csak más kaktuszokra oltva tartható meg, mert nagyon hajlamos a gyökérrothadásra.

## Elterjedése és élőhelye
Brazília: Rio de Janeiro állam, Serra dos Orgaos hegység; epifitikus vagy epilitikus köderdőkben, 1350–2200 m tengerszint feletti magasságban.

## Jellemzői
A növény 10–30 cm hosszú lecsüngő vagy felegyenesedő hajtásrendszert képez, a hajtás számos rövid szártagból áll. A szártagok 1–2,5 cm hosszúak, erősen elágazók, az öreg szegmensek erőteljesek, barna epidermisszel borítottak. A fiatal szegmensek zöldek, lapítottak, 1–2 lapos foggal az éleken, a szegmens szélessége 8 mm vagy kevesebb. A csúcsuk hirtelen végződik. Az areolák a fogak hónaljában helyezkednek el, 1–2 sörtét hordoznak csupán. Virágai terminálisak, 4–5 cm hosszúak, pirosas-rózsaszínes árnyalatúak. A bibe ciklámenszínű. A magház élesen négybordájú, együregű, számos magkezdeménnyel, melyek 4–5 vertikális dupla sorozatba rendezettek. Termése piros, négybordájú, vékony falú.

## Rokonsági viszonyai
A Schlumbergera subgenus tagja. Közeli rokona a Schlumbergera truncata fajnak, mellyel a természetben is hibridizálódik. Hibridjük (Schlumbergera X buckleyi) a közismert karácsonyi kaktusz, mely a Schlumbergera russelliana fajjal szemben nagyon könnyen nevelhető, egészen idős tövei is ismertek.